# Abadía de Moissac
La Abadía [de] Saint Pierre de Moissac ubicada en la región de Occitania, Francia, es uno de los conjuntos monásticos más destacados de la Edad Media en Europa. Fundada en la Alta Edad Media por el rey Clodoveo I a comienzos del siglo VI. Esta es una iglesia destaca por su abadía y claustro de estilo románico y gótico, siendo su tímpano de la portada sur una obra maestra. Hoy, Moissac es un símbolo de resistencia y preservación del patrimonio histórico. Su iglesia, convertida en parroquia, y su claustro, protegido como monumento, atraen a visitantes de todo el mundo. Además de su importancia artística, la abadía sigue siendo un lugar de especial interés para los peregrinos del Camino de Santiago.
La fundación de la abadía de Moissac se ha atribuido tradicionalmente al rey franco Clodoveo I, a comienzos del siglo VI. También se vincula con la posible intervención del obispo Desiderio de Cahors, aunque no existe documentación que lo confirme plenamente. Hacia mediados del siglo XI, la abadía se encontraba en decadencia, con la iglesia parcialmente en ruinas y las instalaciones monásticas devastadas por un incendio en 1042. En 1048, Moissac pasó a estar bajo la protección de Cluny, lo que marcó un punto de inflexión en su recuperación tanto económica como espiritual. Además, su scriptorium produjo manuscritos iluminados, consolidando al monasterio como un destacado centro cultural. Durante el siglo XV, se realizaron importantes obras de mejora en la iglesia. En 1466, Moissac se separó de Cluny, y hacia finales de ese siglo, empezó a estar dirigida por abades comendatarios.
Hoy, Moissac es un símbolo de resistencia y preservación del patrimonio histórico. Su iglesia, convertida en parroquia, y su claustro, protegido como monumento, atraen a visitantes de todo el mundo. Además de su importancia artística, la abadía sigue siendo un lugar de especial interés para los peregrinos del Camino de Santiago.
[1] Monetiers 2009,  https://www.monestirs.cat/monst/annex/fran/migdp/cmoiss.htm

## El tímpano
Entre los años 1115 y 1130 se realizó la construcción del pórtico sur, en la que se encuentra la obra maestra de la iglesia, su tímpano. Un enorme tímpano de 5’68 m de diámetro rodeado de arquivoltas, sobre un dintel maravillosamente decorado que descansa sobre 2 jambas de perfil lobulado. En el centro de este se halla el tímpano donde se puede apreciar en su relieve que hace alusión al pasaje de la Parusía dentro del Apocalipsis de  San Juan. En el centro de este se encontraría al Cristo en Majestad, se encuentra sentado en un trono, coronado y vestido con ropas de carácter imperial romano o bizantino, en la mano izquierda lleva el Libro de la Vida y con la mano diestra da la bendición. Se encuentra Rodeado por los 4 Tetramorfos Juan, Marcos, Mateo y Lucas) y 2 serafines,  rellenan el cuadro los 24 ancianos del apocalipsis, destacando como todos ellos miran hacia la posición de Cristo y portan en sus manos instrumentos musicales y copas, todo esto cuenta con una armonía bien jerarquizada, ordenada y simétrica. Debajo de este tímpano se halla un dintel decorado con 8 discos. En medio de este dintel se encuentra sujetándolo un mainel en forma de pilar con relieves de leones, estando colocados a los las figuras de San Pablo y Jeremías. En los muros laterales se encuentran relieves, aunque peor conservados, cuentan con una gran importancia, en el lado derecho se encontrarían escenas bíblicas con un sentido positivo, como son la Anunciación, la Visitación, la Epifanía de los Reyes Magos, la Huida a Egipto, etc., mientras que al lado contrario encontramos representaciones como la de Lázaro o el rico Epulón, y sobre todo escenas de pecadores (lujuria, soberbia, avaricia) y sus castigos asociados llevados a cabo por diablos.
[2] BAENA YERÓN, Carmen, “Cuadernos de los Amigos de los Museos de Osuna, Nº14: Abadía de San Pedro de Moissac”, 2012, p.122.

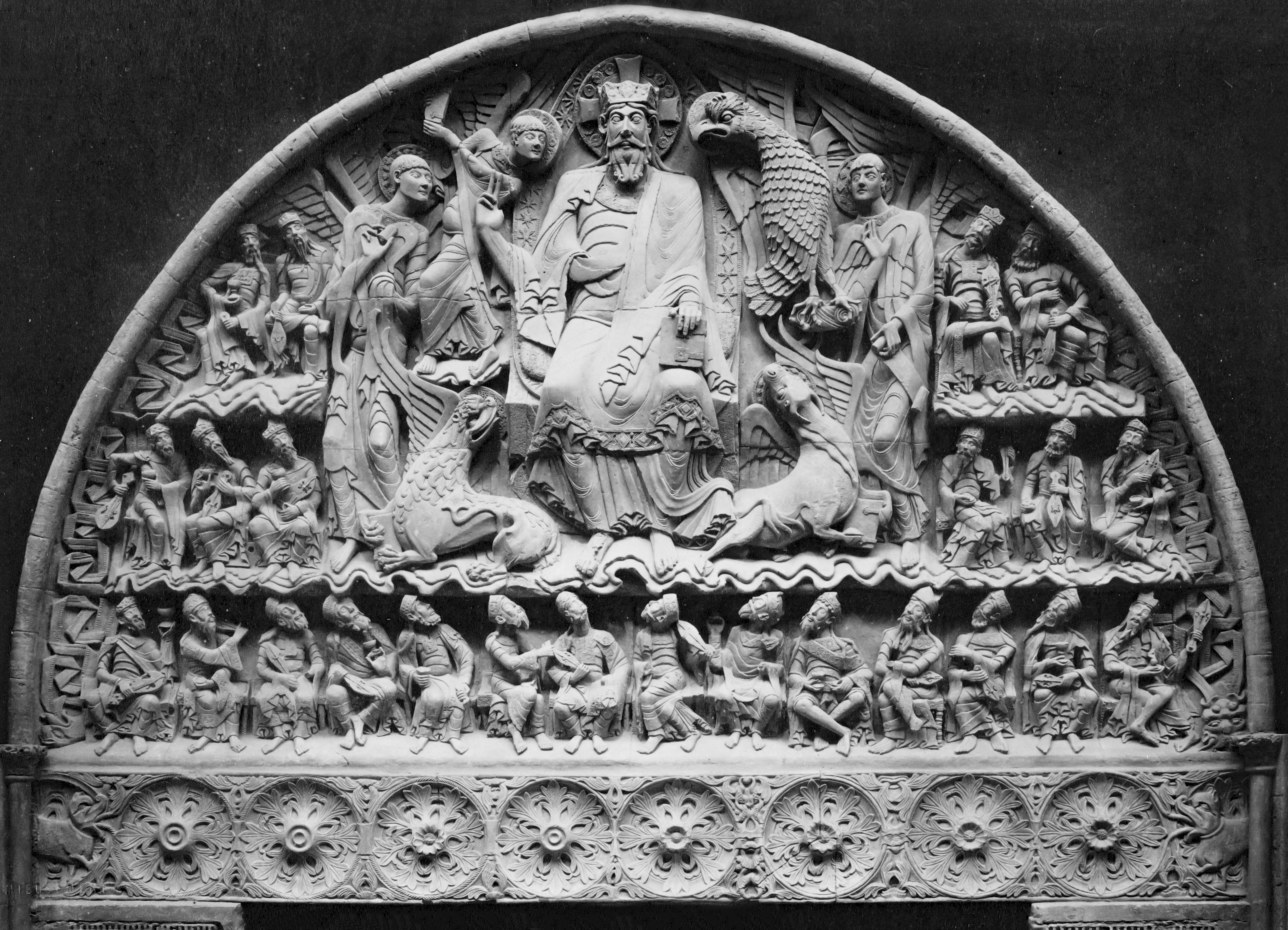
Moissac Tympan-Portal

## El claustro

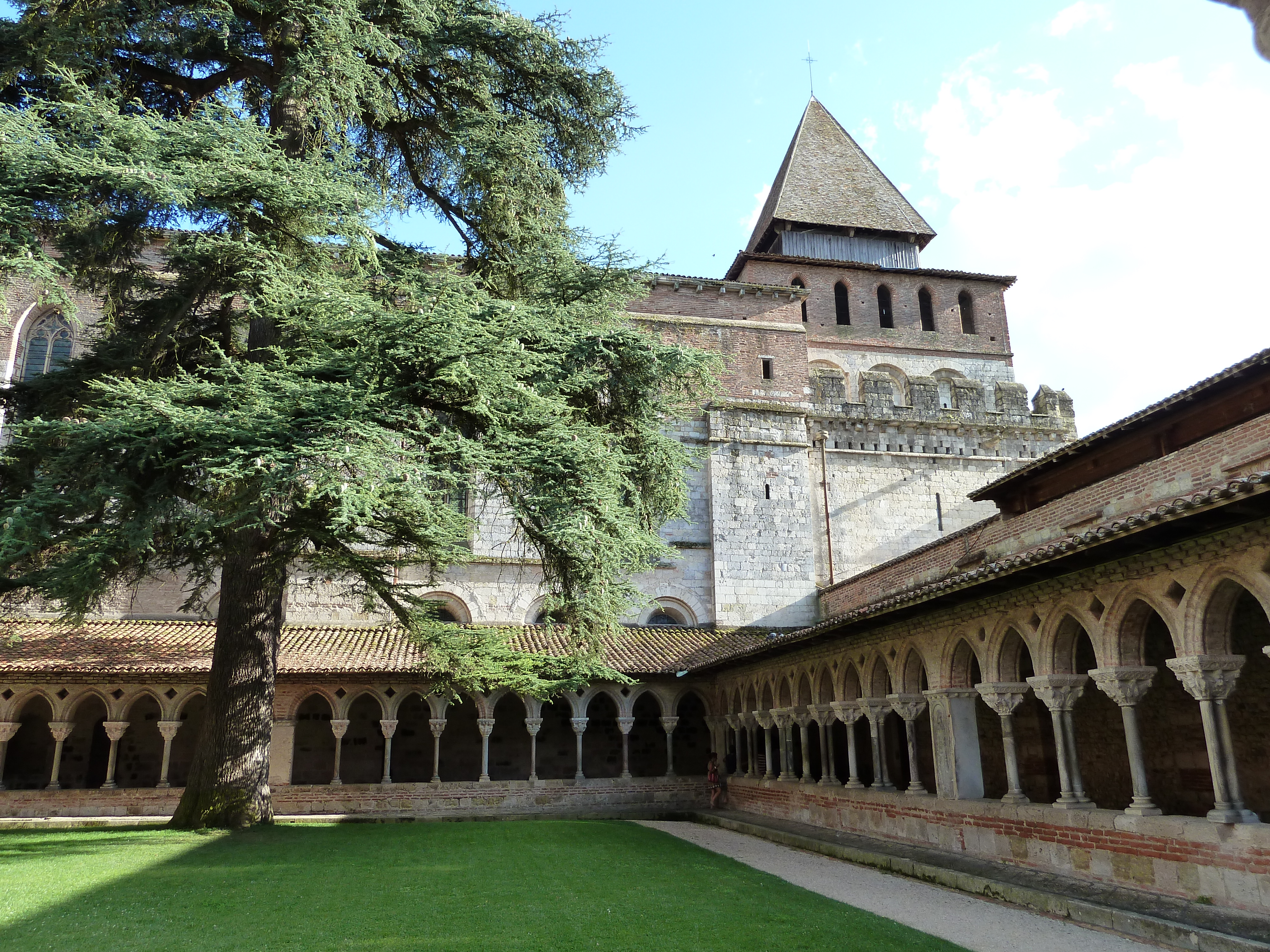
El claustro

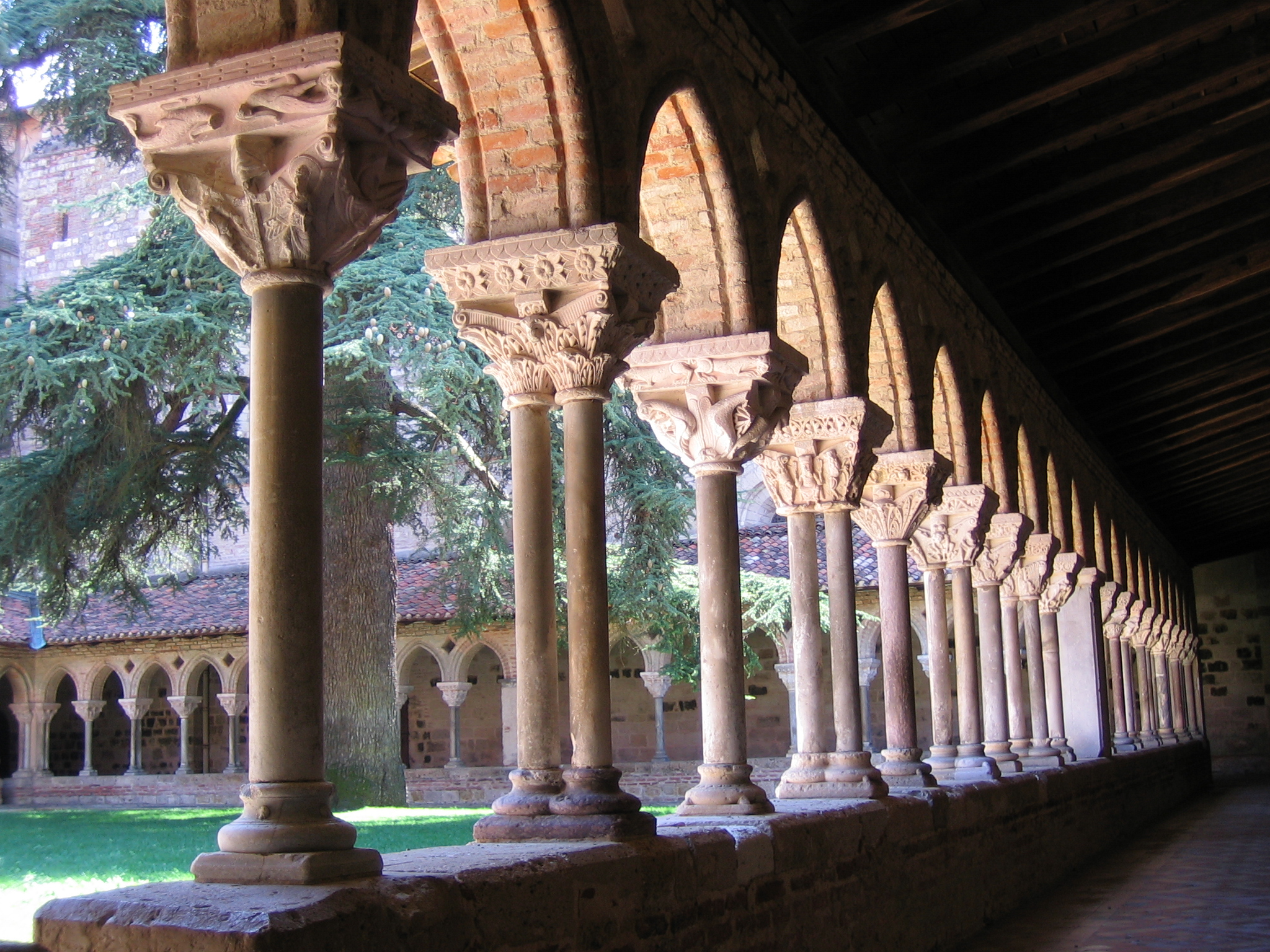
Galería interior del claustro

A mitades del siglo XI la abadía se encontraba en una situación de decadencia y parcialmente derruida, hasta que en el año 1048 Moissac acabó bajo la protección de Cluny, al convertirse en una abadía cluniacense ayudo a volver a impulsar su economía y recuperación. En 1063 se consagra una nueva iglesia y se termina de construir su claustro en el 1100, fecha que conocemos por una inscripción en este. El claustro posee una plata rectangular de 31 x 27 m, formada por 4 galerías de arcos apuntados que descansan sobre columnas de mármol, los capiteles de estas columnas destacan por su riqueza decorativa y calidad técnica, aunque hay algunos mejor conservados que otros. Cuenta con 76 capiteles con múltiples temas iconográficos, como pasajes bíblicos del Antiguo Testamento, tales como Caín y Abel, el Pecado Original, Daniel  en el foso de los leones, otros del Nuevo Testamento como la Decapitación de San Juan Bautista, el milagro de las Bodas de Caná, otros capiteles acerca de la vida y martirio de los Santos, en los que encontramos dedicados a San Lorenzo, San Esteban o a San Martín de Tours, capiteles vegetales o zoomorfos con diversos animales, entre los más representados se encuentran leones, aves, grifos y dragones. Dentro del claustro además de estos hermosos capiteles se encuentran también relieves, ubicados en los pilares de las esquinas del claustro con representaciones de los apóstoles San Juan, San Pablo, San Pedro, Santiago, San Bartolomé, San Andrés, Simón y al abad de Moissac.
[2] BAENA YERÓN, Carmen, “Cuadernos de los Amigos de los Museos de Osuna, Nº14: Abadía de San Pedro de Moissac”, 2012, pp.123-124.